# Padre Gumercindo
José Gumercindo Santos (Itabaiana, 15 de agosto de 1907, Feira de Santana, 10 de setembro de 1991), mais conhecido como Padre Gumercindo foi um sacerdote brasileiro, fundador de três congregações religiosas, Sociedade Santa Terezinha (1947), Sociedade Joseleitos de Cristo (1950), Congregação Divino Mestre (1960).

## Biografia
Filho de José Januário dos Santos e Maria Rita de Jesus, foi sacerdote, educador, fundador, compositor e escritor católico.
No dia 16 de junho ingressa no aspirantado da congregação dos Salesianos, na Escola Agrícola, São José(Tebaida), em Itabaiana, Sergipe.
No dia 28 de janeiro de 1925, foi recebido no Noviciado pelo Inspetor Salesiano Pe. Pedro Rota, recebendo seu hábito religioso.
No no ano 1927 cursou a filisofia na Inspetoria são Luís Gonzaga, em Jaboatão, onde também desempenhou a função de assistente de noviços. Manisfestou seu desejo em ser missionário e em 1929 é enviado para as missões salesianas no Alto do Rio Negro em São Gabriel (Uaupés), para trabalhar como professor, dando assistência a comunidade indígena dos tucanos. Em 1930 regressa devido a problemas de saúde.
No ano de 1931, inicia o curso de Teologia no Instituto Pio XI, em São Paulo. Findou os estudos teológicos em 1934 na Cidade de Recife.
Ordenou-se sacerdote no dia 8 de setembro de 1934, no Santuário Sagrado Coração de Jesus, Recife, Pernambuco, pelas imposição das mãos de Dom Manoel Paiva, Bispo de Garanhuns. Seus Lemas Sacerdotais:
“Ne projicias me a facie tua, Domine“ - "Não me lances longe de tua face, Senhor." (cf. Sl 51,13)
“Tibi derelictus est pauper, orphano tu eris adjutor“. – A ti deixei o meu pobre, tu és a ajuda do órfão.(cf. Sl 10, 14)
Enquanto sacerdote salesiano desempenhou as funções de: professor de línguas(francês, latim, português e grego), diretor espiritual, confessor, também foi secretário do Servo de Deus, Dom Antônio de Almeida Lustosa, ocupou o cargo de secretário da Inspetoria do Norte-Nordeste e Diretor das obras Salesianas daquela Inspetoria.

## Obras
Foi um homem dado a escita, e publicou várias obras literárias: Jubileu de de prata do CESG,(Centro Educacional Nossa Senhora das Graças), Pedaços D´Alma(Autobiografia), Para Boi Dormir(contos) e Quarenta no Deserto(História das fundações). Também compos  hinos ao santos padroeiros das congregações que fundou.

## Beatificação
"Neste sábado (27), a cidade de Tucano, de pouco mais de 50 mil habitantes, foi palco do ato jurídico que marcou a abertura do inquérito diocesano sobre a vida, a virtude e a fama de santidade do Padre José Gumercindo Santos, já considerado um Servo de Deus desde o momento em que o Vaticano autorizou a abertura do processo, em 2016. No domingo (28), uma celebração será feita pelo arcebispo de Feira de Santana, Dom Zanoni Demettino Castro, também em Tucano.

O postulador da causa do Padre Gumercindo, ou seja, o responsável por levantar minuciosamente as informações sobre a vida dele e os motivos pelos quais ele deve ser beato, é o italiano Paolo Vilotta, o mesmo que atuou por dez anos na causa da canonização de Santa Dulce dos Pobres."